# San Francisco Uricho
San Francisco Uricho o simplemente Uricho es un a localidad que está situada en el municipio de Erongarícuaro en el Estado de Michoacán. 

## Toponimia
Del purepecha uriche, artesanos.

## Población
Posee una población 2,071 habitantes. 
| Año  | Habitantes Mujeres | Habitantes hombres | Total habitantes |
| ---- | ------------------ | ------------------ | ---------------- |
| 2020 | 1056               | 1015               | 2071             |
| 2010 | 920                | 912                | 1832             |
| 2005 | 842                | 804                | 1646             |

## Geografía
San Francisco Uricho se encuentra a una altitud de 2,053 metros.